# UDFj-39546284
Az UDFj-39546284 az eddig legtávolabbi ténylegesen megfigyelt objektum a Fornax-csillagképben, a Hubble Ultra Deep Fieldben, melyet a Hubble űrtávcső talált meg, a hírt 2011. január 26-án tették közzé. Távolsága a Földtől 13,2 milliárd fényév, kialakulása az Ősrobbanástól számítva 480 millió évre tehető. Nagysága a Tejútrendszer körülbelül 100-ad része lehet.